# 張外龍
張 外龍（チャン・ウェリョン、장외룡、1959年4月5日 - ）は、大韓民国・首都ソウル特別市出身の元サッカー選手、サッカー指導者。

## 来歴
韓国代表として、1982 FIFAワールドカップに出場。1986 FIFAワールドカップは予選で左膝を負傷し、本大会には出場できなかった。この怪我により、翌年1987年に28歳で一時は引退したが、1989年にPJMフューチャーズにコーチ兼選手として入団した。
1999年に日本サッカー協会公認S級ライセンスを取得。2007年にはイギリスに留学。2009年から大宮アルディージャの指揮を執っていたが、2010年4月26日シーズン途中に成績不振のため辞任。
2011年から中国の青島中能監督に就任。2012年から大連阿爾濱の監督に就任したが、成績不振のため3カ月で解任。2012年に青島中能の監督に再度就任。2015年12月17日、重慶当代力帆の監督に就任。
2018年4月26日、河南建業足球倶楽部の監督に就任した。

## エピソード
- 札幌時代、張はユース出身で当時売り出し中だったFWの新居辰基に対する期待が大きく、新居のことをフランチェスコ・トッティ（ASローマ）の愛称になぞらえて「コンサドーレの王子」と称していた。だが、新居は張の期待に反して札幌では伸び悩んだまま、2004年8月に酒気帯び運転で事故を起こし解雇された。新居が本格的に開花するのはサガン鳥栖への移籍以降になった。
- 2005年、仁川ユナイテッドFCを取り上げたドキュメンタリー映画『飛翔 Bisang』に出演している。この年仁川はプレーオフ進出という躍進を果たし、張はKリーグの最優秀監督賞を受賞した。
- 自身がかぶるキャップには座右の銘や好きな言葉が書かれている。
- 選手の誕生日にはケーキや花束の用意を欠かさないなど細かい気配りにこだわる。一方で礼儀に厳しく、グアムのホテルで偶然顔を合わせた際に、挨拶をしなかった小林大悟を叱責したことがある（二人の関係は高校時代の小林がヴェルディ川崎の練習に参加した時に会ったきりで、小林は張が自分を覚えていないだろうと思っていた。当時小林は海外移籍の話が進んでおり、結局この後に張の下でプレーすることはなかった）。
- キリスト教の信者。勝利を挙げた試合後のインタビューは「神様へ感謝したい」の第一声から入るのが常である。
- 日本語に堪能で、インタビューは日本語でこなす。

## 所属クラブ
- 1982年：大宇ロイヤルズ 入団
- 1987年：大宇 2軍コーチ
- 1988年：亜洲大学 コーチ
- 1989年：PJMフューチャーズ コーチ兼選手
- 1992年：PJM ユース監督
- 1995年：鳥栖フューチャーズ トップチームコーチ監督代行
- 1996年：鳥栖フューチャーズ サテライト監督兼下部組織総監督
- 1997年 - 1999年：大宇ロイヤルズ トップチームコーチ
  - Kリーグ優勝（1997年）
- 1999年：大宇ロイヤルズ 監督代行
- 2000年：ヴェルディ川崎 監督
  - 実質的な指揮は総監督の李国秀が行った (李が日本サッカー協会のS級ライセンスを持っていないため)
- 2001年：コンサドーレ札幌 コーチ
- 2002年：コンサドーレ札幌 コーチ→監督（シーズン途中就任）
- 2003年：コンサドーレ札幌 コーチ→監督（シーズン途中就任）
- 2004年：仁川ユナイテッドFC ヘッドコーチ
- 2004年 - 2006年：仁川ユナイテッドFC 監督
- 2008年：仁川ユナイテッドFC 監督
- 2009年 - 2010年：大宮アルディージャ 監督
- 2011年：青島中能 監督
- 2012年：大連阿爾濱 監督
- 2012年 - 2013年：青島中能 監督
- 2016年 - 2017年：重慶当代力帆 監督
- 2018年：河南建業 監督

## 代表歴
- 1978年：ユース代表、アジアユース優勝
- 1979年 - 1984年：韓国代表
- 1980年：アジア選手権準優勝
- 1981年：アジアオールスター代表

### 試合数
- 国際Aマッチ 28試合 1得点（1980年-1982年）[2]

| 韓国代表 | 国際Aマッチ | 国際Aマッチ |
| 年       | 出場        | 得点        |
| -------- | ----------- | ----------- |
| 1980     | 9           | 0           |
| 1981     | 10          | 0           |
| 1982     | 9           | 1           |
| 通算     | 28          | 1           |

## タイトル

### 選手時代
大宇ロイヤルズ
- Kリーグ:2回（1984、1987）
- アジアクラブ選手権:1回（1985-86）

個人
- Kリーグベストイレブン:2回（1983、1985）

### 監督時代
個人
- Kリーグ年間最優秀監督賞:1回（2005）